# Nimnica
Nimnica és un poble i municipi d'Eslovàquia que es troba a la regió de Trenčín. La primera menció escrita de la vila es remunta al 1408.

## Demografia
| Godina             | 1994 | 2004   | 2014   | 2024   |
| ------------------ | ---- | ------ | ------ | ------ |
| Nombre de persones | 627  | 670    | 701    | 732    |
| Diferència         |      | +6,85% | +4,62% | +4,42% |

| Godina             | 2023 | 2024   |
| ------------------ | ---- | ------ |
| Nombre de persones | 726  | 732    |
| Diferència         |      | +0,82% |